# Paris Inostroza
Paris Alonso Inostroza Budinich (né le 22 septembre 1972 à Santiago au Chili) est un épéiste chilien.
Il a participé aux Jeux olympiques de 1996, 2004 et 2008 et est qualifié pour ceux de 2012.
Son meilleur résultat est une troisième place aux Championnats panaméricains de 2007 disputés à Montréal au Canada.